# Pseudanthias connelli
Pseudanthias connelli és una espècie de peix marí de la família dels serrànids i de l'ordre dels perciformes. Primer va ser descrit com a Anthias connelli el 1986 per Phillip C. Heemstra i John E. Randall. El nom valable Pseudanthias connelli és va redefinir el 2001.

## Morfologia
- Els adults poden assolir fins a 11 cm de longitud total.[4]

## Hàbitat
És un peix marí de clima subtropical i associat als esculls de corall.

## Distribució geogràfica
Es troba a Sud-àfrica.